# Lee Joon
Lee Joon (kor. 이준), właśc. Lee Chang-sun (kor. 이창선, ur. 7 lutego 1988 w Seulu) – południowokoreański wokalista, aktor, tancerz, model, gospodarz programów, były członek męskiej grupy pop MBLAQ spod egidy wytwórni J.Tune Camp (spółka zależna J. Tune Entertainment). Po wygaśnięciu kontraktu z J. Tune Camp artysta zdecydował się nie odnawiać umowy z wytwórnią i po podpisaniu w dniu 6 stycznia 2014 kontraktu z aktorską agencją Prain TPC Lee Joon podjął decyzję o skupieniu się wyłącznie na aktorstwie.

## Kariera

### MBLAQ
MBLAQ to pięcioosobowa męska grupa wykonująca muzykę K-pop należąca do wytwórni J. Tune Camp. Jej mentorem i twórcą jest popularny muzyk, aktor i tancerz południowokoreański Rain. Po odbyciu stosownego treningu Lee Joon został jej członkiem jako wokalista i główny tancerz.
Grupa zadebiutowała 9 października 2009 roku na koncercie Raina Legend of Rainism, zbierając wiele pochwał. 14 października 2009 wydała debiutancki krążek Just BLAQ, minialbum Y 19 maja 2010, a 10 stycznia 2011 pierwszy album studyjny BLAQ Style. W maju 2011 zespół z sukcesem zadebiutował w Japonii z japońskim wydawnictwem Your luv, a w lipcu ukazał się ich kolejny minialbum Mona Lisa. Kolejny japoński singel w październiku osiągnął również znakomite wyniki. Styczeń 2012 to czwarty minialbum 100%ver.
W październiku 2014 pojawiła się wiadomość, iż kontrakt Lee Joona z wytwórnią J. Tune Camp wygasł i obie strony są na etapie rozmów. W dniu 16 grudnia 2014 media poinformowały, iż renegocjacje kontraktu Lee Joona z wytwórnią zakończyły się fiaskiem i Lee Joon nie jest już członkiem MBLAQ.

### Działalność poza zespołem
Artysta zaczynał swoją karierę w reklamach, był modelem peruk, po drodze były telezakupy, reklamy napoi niwelujących skutki nadmiernego spożycia alkoholu. Z czasem otrzymał małą, epizodyczną rólkę w sitcomie That Person is Coming.
Przełomem dla kariery Lee Joona był udział w Hollywoodzkiej produkcji kina akcji Ninja Assassin – tłumaczonej w Polsce jako Ninja Zabójca. Mimo młodego wieku i braku doświadczenia na dużym ekranie przeszedł przez casting i otrzymał rolę młodego Raizo, młodszą "wersję" Raina, który grał w tej produkcji główną rolę. W 2009 roku film wszedł do kin. W tym też czasie Lee Joon po treningu stał się członkiem MBLAQ. Grupa zadebiutowała w październiku 2009 roku.
Oprócz działalności w zespole, Lee Joon stał się też stałym członkiem obsady popularnych południowokoreańskich programów rozrywkowych: Oh! My School i Star Golden Bell. W 2010 roku został wybrany do obsady jednoodcinkowej dramy Housewife Kim Kwang Ja’s Third Activity, która weszła na ekrany 22 września tegoż roku oraz Jungle Fish 2 (drama i film), gdzie współnagrywał również ścieżkę dźwiękową. W 2011 Lee Joon użyczył swojego głosu w koreańskim dubbingu filmu animowanego Gnomeo i Julia.
W styczniu 2012 wraz z Lizzy członkinią żeńskiej grupy pop After School, Lee Joon wziął udział w wydaniu specjalnym programu MBC Lunar New Year  Pit-a-Pat Shake!. Jest to spin off popularnego koreańskiego programu We Got Married. We wrześniu 2012 Lee Joon i aktorka Oh Yeon-seo zostali parą w regularnej już edycji popularnego programu We Got Married, polegającego na tworzeniu fikcyjnej pary małżeńskiej. Po pół roku para opuściła program przed zakończeniem serii, a oficjalnym powodem był konflikt grafików obu gwiazd.
We wrześniu 2012 Lee Joon został wybrany do obsady IRIS 2, sequela popularnej na całym świecie koreańskiej dramy akcji Irys. W listopadzie 2012 został wybrany jako odtwórca głównej roli – aktora osiągającego popularność i spadającego na dno – w filmie produkowanym przez Kim Ki-duka Rough Play.

## Życie osobiste
Lee Joon urodził się i wychował w Seulu w Korei Południowej. Jego matka jest profesorem muzyki na uniwersytecie, więc od najmłodszych już lat miał kontakt z muzyką i śpiewem. Ma jedną starszą siostrę. Ukończył Seoul Arts High School na specjalizacji taniec. Studiował taniec nowoczesny na Korea National University of Arts, a obecnie uczęszcza na Kyung Hee Cyber University – na wydziale Technologii Informatycznych i Komunikacji. Początkowo chciał on zostać aktorem, jednak pozytywny wynik castingu zapewnił mu miejsce w męskiej grupie wokalno-tanecznej.
25 listopada 2009 roku macierzysta wytwórnia Lee Joona J. Tune Camp wydała oświadczenie, w którym potwierdziła, że u artysty zdiagnozowano wirusa H1N1. Niestety dla gwiazdora właśnie wówczas wszedł na ekrany kin film z jego udziałem Ninja Assassin. Rok później podczas wywiadu Lee Joon wyznał również, że cierpi na bezsenność i chorobę dwubiegunową, które to schorzenia są efektem przepracowania i stresu, a na które cierpiał już przed debiutem. Zdiagnozowano u niego również zaburzenia błędnika.

## Filmografia

### Teledyski i współpraca z innymi artystami
Występy gościnne u innych artystów
| Rok  | Tytuł Piosenki          | Artysta                        |
| ---- | ----------------------- | ------------------------------ |
| 2010 | "Going Crazy"           | Kan Mi Youn                    |
| 2011 | "My Heart is Beating"   | K.Will                         |
| 2011 | "Can't Open Up My Lips" | K.Will                         |
| 2011 | "Bubble Pop!"           | Hyuna                          |
| 2011 | "Run Away"              | Wei Chen ft Lee Joon & Thunder |
| 2012 | "Do You Remember"       | Kim Jo Han ft Lee Joon & Mir   |
| 2014 | "Singing Got Better"    | Ailee                          |

### Film
| Rok  | Tytuł           | Rola                        |
| ---- | --------------- | --------------------------- |
| 2009 | Ninja Assassin  | Nastoletni Raizo            |
| 2011 | Gnomeo & Juliet | Gnomeo (dubbing koreański)  |
| 2011 | Jungle Fish 2   | Ahn Ba Woo (Cinderella Man) |
| 2013 | Rough Play      | Oh Young                    |
| 2014 | The Guest       | Nam Soo                     |
| 2015 | Seoul Station   | Ki Woong (głos)             |
| 2016 | Luck.Key        | Jae Sung                    |

### Telewizja (seriale i programy rozrywkowe)
| Rok  | Tytuł                                          | Rola                               | Stacja telewizyjna |
| ---- | ---------------------------------------------- | ---------------------------------- | ------------------ |
| 2008 | The Person is Coming                           | on sam                             | MBC                |
| 2009 | Idol Army                                      | on sam                             | MBC                |
| 2009 | Art of Seduction                               | on sam                             | Mnet               |
| 2010 | Housewife Kim Kwang Ja's Third Activities      | Jin                                | MBC                |
| 2010 | M! Countdown                                   | MC                                 | Mnet               |
| 2010 | Shin PD                                        | on sam                             | SSBS               |
| 2010 | Making the Artist                              | on sam                             | GOMTV              |
| 2010 | MBLAQ Goes To School                           | on sam                             | Mnet               |
| 2010 | Idol United                                    | on sam                             | MTV                |
| 2010 | Star Golden Bell                               | on sam                             | KBS                |
| 2011 | 100 Points Out of 100 Points ("Oh! My School") | on sam                             | KBS                |
| 2011 | Sesame Player                                  | on sam                             | Mnet               |
| 2012 | Hello Baby                                     | on sam                             | KBS                |
| 2012 | Pit-a-Pat Shake!                               | on sam                             | MBC                |
| 2012 | History of the Salaryman                       | on sam (epizodycznie)              | SBS                |
| 2012 | Strongest K-Pop Survival                       | on sam (epizodycznie)              | Channel A          |
| 2012 | I Need a Fairy                                 | Joon (on sam – początkujący aktor) | KBS2               |
| 2012 | Ghost                                          | (epizodycznie – przechodzień)      | SBS                |
| 2012 | We Got Married sezon 4 z aktorką Oh Yeon-seo.  | Mąż                                | MBC                |
| 2013 | IRIS II                                        | Yoon Shi Hyuk                      | KBS2               |
| 2014 | Gap-dong                                       | Ryu Tae Oh                         | tvN                |
| 2014 | Mr. Baek                                       | Choi Dae Han                       | MBC                |
| 2015 | Pinocchio                                      | Fama (epizodycznie)                | SBS                |
| 2015 | Heard It Through the Grapevine                 | Han In Sang                        | SBS                |
| 2015 | What Is The Ghost Up To ? (Drama Special)      | Gu Cheon-dung                      | KBS                |
| 2016 | Wampir detektyw                                | Yoon San                           | OCN                |
| 2016 | Kaeri-eoreul kkeuneun yeoja                    | Ma Suk-woo                         | MBC                |
| 2017 | The Weird Father                               | Ahn Joong-hee                      | KBS                |

### Nagrody i wyróżnienia
| Rok  | Nagroda                        | Kategoria                             | Nominowane dzieło              | Wynik      |
| ---- | ------------------------------ | ------------------------------------- | ------------------------------ | ---------- |
| 2014 | 1st Wildflower Film Awards     | Newcomer Award - Najlepszy Nowy Aktor | Rough Play                     | Zwycięzca  |
| 2014 | 1st Wildflower Film Awards     | Best Actor Award - Najlepszy Aktor    | Rough Play                     | Nominowany |
| 2014 | 50th Baeksang Arts Awards      | Best New Actor - Najlepszy Nowy Aktor | Rough Play                     | Nominowany |
| 2014 | 23rd Buil Film Awards          | Best New Actor - Najlepszy Nowy Aktor | Rough Play                     | Nominowany |
| 2015 | 50th Baeksang Arts Awards      | Best New Actor - Najlepszy Nowy Aktor | Heard It Through the Grapevine | Nominowany |
| 2015 | The 1st Scene Stealer Festival | Scene Stealer Award                   |                                | Zwycięzca  |